# Skeleton nos Jogos Olímpicos de Inverno de 2002 - Feminino
A competição feminina do skeleton nos Jogos Olímpicos de Inverno de 2002 foi disputada no Utah Olympic Park, no dia 20 de fevereiro.

## Medalhistas
| Ouro   | USA Tristan Gale    |
| Prata  | USA Lea Ann Parsley |
| Bronze | GBR Alex Coomber    |

## Resultados
| Pos.              | Nome                    | 1ª Corrida | 2ª corrida | Total   | Dif.  |
| ----------------- | ----------------------- | ---------- | ---------- | ------- | ----- |
| Medalha de ouro   | USA Tristan Gale        | 52.26      | 52.85      | 1:45.11 | —     |
| Medalha de prata  | USA Lea Ann Parsley     | 52.27      | 52.94      | 1:45.21 | +0.10 |
| Medalha de bronze | GBR Alex Coomber        | 52.48      | 52.89      | 1:45.37 | +0.26 |
| 4                 | GER Diana Sartor        | 52.55      | 52.98      | 1:45.53 | +0.42 |
| 5                 | SUI Maya Pedersen       | 52.92      | 52.63      | 1:45.55 | +0.44 |
| 6                 | CAN Lindsay Alcock      | 52.62      | 53.07      | 1:45.69 | +0.58 |
| 7                 | RUS Yekaterina Mironova | 52.97      | 52.98      | 1:45.95 | +0.84 |
| 7                 | GER Steffi Hanzlik      | 52.82      | 53.13      | 1:45.95 | +0.84 |
| 9                 | ITA Dany Locati         | 53.19      | 53.46      | 1:46.65 | +1.54 |
| 10                | CAN Michelle Kelly      | 53.76      | 53.56      | 1:47.32 | +2.21 |
| 11                | NZL Liz Couch           | 53.62      | 54.18      | 1:47.80 | +2.69 |
| 12                | JPN Eiko Nakayama       | 54.00      | 54.72      | 1:48.72 | +3.61 |
| 13                | GRE Cindy Ninos         | 54.54      | 54.74      | 1:49.28 | +4.17 |

Legenda
| Recorde mundial      | Recorde mundial (World record)               |                       | Recorde africano                      | Recorde africano (African) |                                           | Q | Classificado por posição (Qualified) |
| Recorde olímpico     | Recorde olímpico (Olympic record)            | Recorde da América    | Recorde da América (Americas)         | q                          | Classificado por melhor tempo (Qualified) |   |                                      |
| Melhor marca do ano  | Melhor marca do ano (World leading)          | Recorde asiático      | Recorde asiático (Asian)              | DNS                        | Não largou (Did not start)                |   |                                      |
| Recorde nacional     | Recorde nacional (National record)           | Recorde europeu       | Recorde europeu (European)            | DNF                        | Não terminou (Did not finish)             |   |                                      |
| Recorde pessoal      | Recorde pessoal do atleta (Personal best)    | Recorde da Oceania    | Recorde da Oceania (Oceania)          | DSQ / DQ                   | Desclassificado (Disqualified)            |   |                                      |
| Recorde da temporada | Recorde da temporada do atleta (Season best) | Recorde sul-americano | Recorde sul-americano (South America) | NM                         | Sem marca (No mark)                       |   |                                      |